# استونی‌فورد، کالیفرنیا
استونی‌فورد (به انگلیسی: Stonyford) یک منطقهٔ مسکونی در ایالات متحده آمریکا است که در شهرستان کولوزا، کالیفرنیا واقع شده‌است. استونی‌فورد ۷٫۵۰۴ کیلومتر مربع مساحت و ۱۴۹ نفر جمعیت دارد و ۳۶۱ متر بالاتر از سطح دریا واقع شده‌است.